# 타이산구 (타이안시)

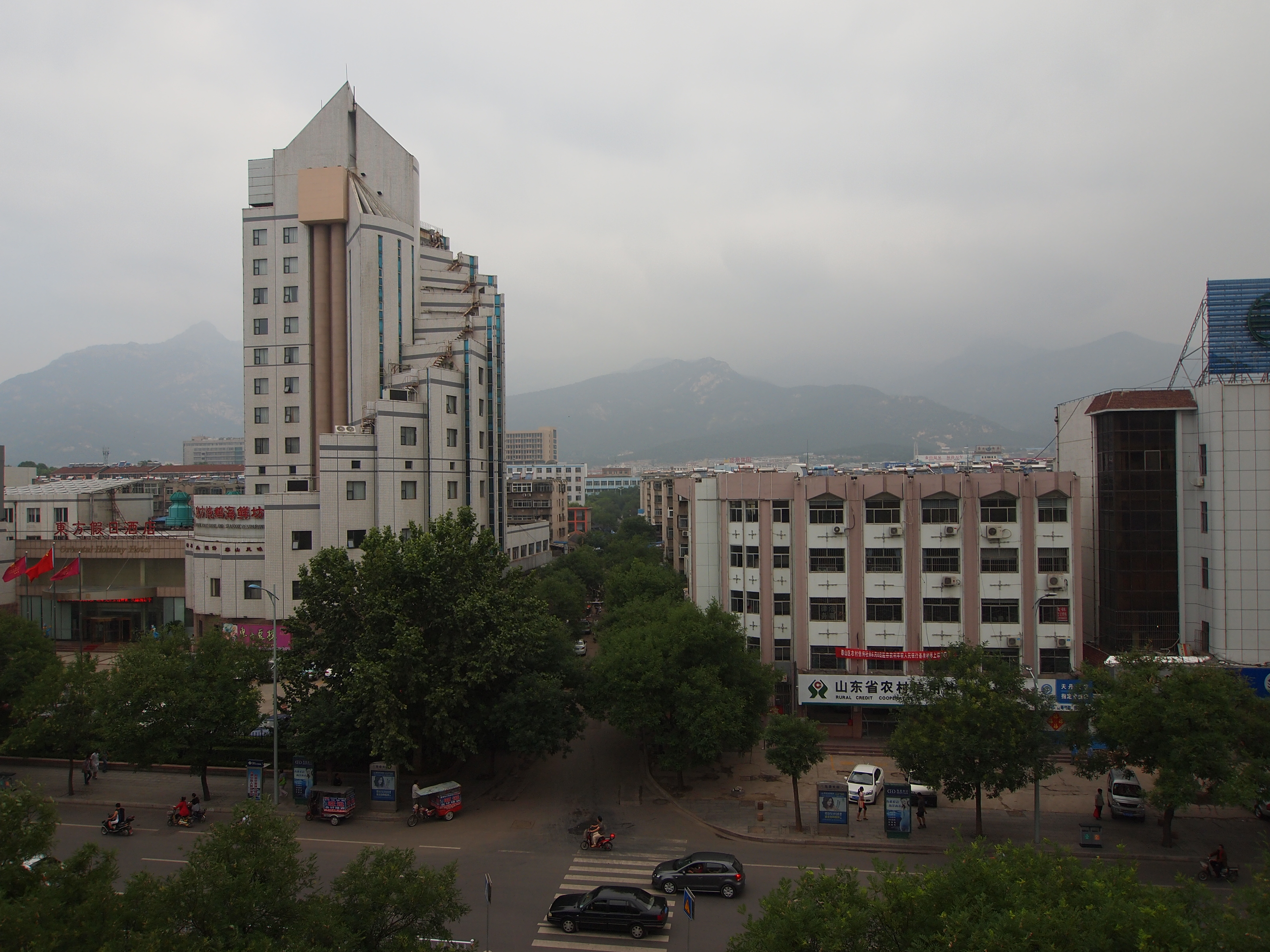

타이산구(한국어: 태산구, 중국어: 泰山区, 병음: Tàishān Qū)는 중화인민공화국 산둥성 타이안 시의 현급 행정구역이다. 넓이는 337km2이고, 인구는 2007년 기준으로 630,000명이다.

## 행정 구역
5개 가도, 2개 진, 1개 향을 관할한다.
- 가도: 财源街道, 泰前街道, 岱庙街道, 上高街道, 徐家楼街道.
- 진: 邱家店镇, 省庄镇.
- 향: 大津口乡.